# Szczepan Kupczak
Szczepan Kupczak (* 29. November 1992 in Juszczyna) ist ein polnischer Nordischer Kombinierer.

## Werdegang
Sein erstes internationales Rennen absolvierte Kupczak am 27. Februar 2010 bei einem Continental-Cup-Wettbewerb in Karpacz, bei dem er den 39. Platz belegte. Im Weltcup der Nordischen Kombination debütierte er am 30. November 2013 im finnischen Kuusamo. Kupczak nahm an der Winter-Universiade 2013 in Trentino teil. Dort belegte er im Gundersen-Wettbewerb von der Normalschanze den 23. und im Massenstart den fünften Platz. Gemeinsam mit Paweł Słowiok und Adam Cieślar gewann er den Teamwettbewerb. Bei der Universiade 2015 erreichte er im Einzel den dritten und im Team mit Cieślar und Mateusz Wantulok den vierten Rang. Einen Monat später erzielte er im Gundersen-Wettbewerb von der Normalschanze bei den Nordischen Skiweltmeisterschaften 2015 in Falun den 37. Rang.
Im Februar 2018 nahm Kupczak an den Olympischen Winterspielen in Pyeongchang teil, bei denen er im Einzel den 25. und 39. Platz belegte. Gemeinsam mit Paweł Słowiok, Wojciech Marusarz und Adam Cieślar wurde er mit dem Team Neunter.
Die Weltcup-Saison 2018/19 verlief für Kupczak sehr erfolgreich. So stellte er regelmäßig sein Sprungqualitäten unter Beweis, sodass er letztlich sechstbeseter Skispringer unter den Kombinierern wurde. Allerdings warf ihn seine schwächere Laufleistung häufig zurück, weshalb er in der Gesamtwertung nur den 35. Platz erreichte. Bei den Nordischen Skiweltmeisterschaften 2019 in Seefeld belegte er im Gundersen von der Großschanze den 25. Platz sowie von der Normalschanze den 18. Rang. Darüber hinaus wurde er sowohl im Teamsprint als auch mit der Mannschaft jeweils Achter.
Im Sommer 2019 erreichte Kupczak erstmals auf höchstem Niveau das Podest, als er beim Massenstart in Klingenthal Dritter hinter Franz-Josef Rehrl und Akito Watabe wurde. Diese Platzierung erreichte er wenige Tage später beim Gundersen-Wettbewerb in Oberhof erneut. Die Grand-Prix-Gesamtwertung schloss er somit auf dem starken neunten Rang ab. Auch im Winter war Kupczak der einzig konkurrenzfähige polnische Kombinierer im Weltcup-Zirkus, doch erreichte auch er zwar hin und wieder die Punkteränge, konnte jedoch zunächst seine Leistungen aus dem Sommer nicht bestätigen. Erst nach einem starken Sprungdurchgang im Rahmen des Nordic Combined Triples Ende Jänner 2020 in Seefeld stellte er als Zwölfter sein bis dato bestes Einzelergebnis ein.

## Statistik

### Platzierungen bei Weltmeisterschaften
| Jahr und Ort    | Wettbewerb   | Wettbewerb   | Wettbewerb | Wettbewerb |
| Jahr und Ort    | Gundersen NS | Gundersen GS | Team       | Teamsprint |
| --------------- | ------------ | ------------ | ---------- | ---------- |
| 2015 Falun      | 37.          | –            | –          | –          |
| 2019 Seefeld    | 18.          | 25.          | 08.        | 08.        |
| 2021 Oberstdorf | 29.          | 27.          | –          | 11.        |

### Weltcup-Platzierungen
| Saison  | Platz | Punkte |
| ------- | ----- | ------ |
| 2015/16 | 51.   | 013    |
| 2017/18 | 45.   | 029    |
| 2018/19 | 35.   | 088    |
| 2019/20 | 37.   | 042    |
| 2020/21 | 50.   | 006    |
| 2021/22 | 57.   | 002    |

### Grand-Prix-Platzierungen
| Saison | Platz | Punkte |
| ------ | ----- | ------ |
| 2013   | 32.   | 013    |
| 2014   | 33.   | 016    |
| 2015   | 31.   | 016    |
| 2017   | 51.   | 010    |
| 2018   | 33.   | 034    |
| 2019   | 09.   | 145    |
| 2021   | 39.   | 014    |

### Continental-Cup-Platzierungen
| Saison  | Platz | Punkte |
| ------- | ----- | ------ |
| 2012/13 | 60.   | 044    |
| 2013/14 | 81.   | 009    |
| 2014/15 | 74.   | 020    |
| 2020/21 | 28.   | 132    |